# NGC 5222
NGC 5222 ist eine 13,1 mag helle elliptische Galaxie vom Hubble-Typ E3 mit aktivem Galaxienkern im Sternbild Jungfrau auf der Ekliptik. Sie ist schätzungsweise 314 Millionen Lichtjahre von der Milchstraße entfernt und hat einen Durchmesser von etwa 145.000 Lichtjahren. Gemeinsam mit PGC 93122 (auch NGC 5222-2) bildet sie die interagierende Doppelgalaxie KPG 383 und zusammen mit der dicht benachbarten Galaxie NGC 5221 das gravitativ gebundene Galaxientrio Arp 288.

Im selben Himmelsareal befinden sich u. a. die Galaxien NGC 5226, NGC 5230, IC 898, IC 901.
Halton Arp gliederte seinen Katalog ungewöhnlicher Galaxien nach rein morphologischen Kriterien in Gruppen. Dieses Galaxienpaar gehört zu der Klasse Galaxien mit Windeffekten.
Die Typ-Ia-Supernova SN 2008ez wurde hier beobachtet.
Das Objekt wurde am 12. April 1784 von Wilhelm Herschel mit einem 18,7-Zoll-Spiegelteleskop entdeckt, der sie dabei mit „Three. The two preceding vF, S, R“ beschrieb. Bei den beiden anderen genannten Objekten handelt es sich um NGC 5221 und NGC 5230. 